# فرودگاه‌های بین‌المللی کانادا بدون پری‌کلیرنس ایالات متحده آمریکا
فهرست فرودگاه‌های بین‌المللی کانادا بدون پری‌کلیرنس ایالات متحده آمریکا.

## آلبرتا
- فرودگاه بین‌المللی کوتس/راس
- فرودگاه بین‌المللی دل بونیتا/وت‌استون
- Fort McMurray Airport
- فرودگاه گرنده پریری

## بریتیش کلمبیا
- فرودگاه بین‌المللی ابتسفرد
- سی‌اف‌بی کوموکس
- فرودگاه بین‌المللی کرانبروک/کندین راکیز
- فرودگاه کملوپس
- فرودگاه بین‌المللی کلونا
- فرودگاه پرینس جرج
- فرودگاه بین‌المللی ویکتوریا

## نیوبرانزویک
- فرودگاه بین‌المللی فردریکتون
- فرودگاه بین‌المللی گریتر مانکتن
- فرودگاه سنت جان

## نیوفاندلند و لابرادور
- سی‌اف‌بی گوس بی
- فرودگاه منطقه‌ای دیر لیک
- فرودگاه بین‌المللی گندر
- فرودگاه بین‌المللی سنت جان

## نواحی شمال غرب
- فرودگاه یلونایف

## نوا اسکوشیا
- فرودگاه سیدنی/جی. ای. داگلاس مک‌کاردی
- فرودگاه یرموث

## نوناووت
- فرودگاه ایکالیوت

## انتاریو
- فرودگاه شهری بیلی بیشاپ تورنتو
- سی‌اف‌بی ترنتن
- فرودگاه بین‌المللی جان سی. منرو همیلتن
- فرودگاه کنورا
- فرودگاه بین‌المللی لندن
- فرودگاه بین‌المللی منطقه آبیلو
- فرودگاه بین‌المللی تاندر بی
- فرودگاه ویندزر

## جزیره پرنس ادوارد
- فرودگاه شارلوت‌تاون

## کبک
- فرودگاه بین‌المللی مونترآل-میرابل
- فرودگاه بین‌المللی ژان لوساژ شهر کبک

## ساسکاچوان
- فرودگاه بین‌المللی رجاینا
- فرودگاه بین‌المللی ساسکاتون جان گ. دیفنبکر

## یوکان
- فرودگاه بین‌المللی اریک نیلسون وایتهورس